# بزمجه جزیره رنل
 بزمجه جزیره رنل(نام علمی: Varanus juxtindicus) نام یک گونه از سرده بزمجه است.